# Joshua Alba
Joshua Lauren Alba (Biloxi, Estados Unidos, 8 de julio de 1982) es un actor estadounidense conocido sobre todo por su rol de Krit en la serie de televisión Dark Angel. Es el hermano menor de Jessica Alba.

## Biografía y orígenes
Joshua Alba nació en Biloxi. Es hijo de Catherine y Mark Alba. Su madre tiene ascendencia danesa y franco-canadiense. Su padre tiene ancestros mexicanos.

## Filmografía
| Cine        | Cine                             | Cine          | Cine             |
| Año         | Película                         | Papel         | Notas            |
| ----------- | -------------------------------- | ------------- | ---------------- |
| 2006        | Alpha Dog                        | Klemash       | Debut            |
| 2006        | Unrest                           | Carlos Aclar  |                  |
| 2008        | I Am Somebody: No Chance In Hell | Young Thug    |                  |
| 2010        | Now Here                         | Mr. Malibu    |                  |
| 2010        | Hyenas                           | Marco         |                  |
| 2010        | The Dead Undead                  | Curtis        |                  |
| 2010        | Kill Speed                       | Vasquez       |                  |
| 2010        | Creative Differences             | Junior        |                  |
| Televisión  |                                  |               |                  |
| Año         | Título                           | Papel         | Notas            |
| 2001        | Dark Angel                       | Krit          | Estación 1 Final |
| 2004        | The Division                     | Brian O'Hara  | 1 episodio       |
| 2006        | Monk                             | First Student | 1 episodio       |
| 2008        | Life                             | McShane       | 1 episode        |
| Videojuegos |                                  |               |                  |
| Año         | Título                           | Papel         | Notas            |
| 2008        | Need for Speed: Undercover       | Zack Maio     | Voz              |